# Polites draco
Polites draco là một loài bướm thuộc họ Bướm nhảy. Nó được tìm thấy trên các quốc gia Rocky Mountain và các tỉnh từ Arizona vùng lãnh thổ Yukon. Sải cánh dài 21–33 mm. Có một thế hệ với con trưởng thành bay từ tháng sáu đến đầu tháng Tám. 
Ấu trùng ăn mật hoa.